# Guldbandstetra
Guldbandstetra (Nannostomus beckfordi) är en fiskart som beskrevs av Günther 1872. Guldbandstetra ingår i släktet Nannostomus och familjen Lebiasinidae. Inga underarter finns listade i Catalogue of Life.